# زیبای ۲۰۰ پوندی
زیبای ۲۰۰ پوندی (انگلیسی: 200 Pounds Beauty؛ کره‌ای: 미녀는 괴로워) فیلم موزیکال کمدی رمانتیک محصول سال ۲۰۰۶ کره جنوبی به کارگردانی کیم یونگ هوا است. این فیلم بر پایه مانگای ژاپنی موفقیت بزرگ کان‌نا! (カンナさん大成功です! Kanna-san Daiseikou Desu!) اثر یومیکو سوزوکی دربارهٔ یک خواننده روح دارای اضافه وزن است که تحت یک جراحی پلاستیک فشرده قرار می‌گیرد تا تبدیل به سوپراستار موسیقی پاپ شود. ان فیلم یک موفقیت تجاری و انتقادی بود. این فیلم سومین فیلم پرفروش داخلی کره جنوبی در سال ۲۰۰۶ با تعداد بلیت ۶٬۶۱۹٬۴۹۸ و فروش ۴۲٬۰۱۳٬۰۱۶ دلار آمریکا بود. زیبای ۲۰۰ پوندی همچنین چند جایزه برای کیم آه جونگ از جمله بهترین بازیگر زن در جوایز ناقوس بزرگ ۲۰۰۷ به ارمغان آورد.

## بازیگران
- کیم آه جونگ در نقش کانگ هانا/جنی
- جو جین مو در نقش هان سانگ جون
- سونگ دونگ ایل در نقش چوی هان
- کیم هیون سوک در نقش پارک جونگ مین
- ایم هیون شیک در نقش پدر هانا
- لی هان وی در نقش لی کونگ هاک